# Dicranum sieberianum
Dicranum sieberianum är en bladmossart som beskrevs av Hornschuch in Sprengel 1827. Dicranum sieberianum ingår i släktet kvastmossor, och familjen Dicranaceae. Inga underarter finns listade i Catalogue of Life.